# J. Christopher Stevens
Pour les articles homonymes, voir John Stevens, Chris Stevens et Stevens.
John Christopher Stevens, né le 18 avril 1960 à Grass Valley et mort assassiné le 11 septembre 2012 à Benghazi, est un diplomate américain.

## Biographie
Diplômé de l'université de Californie à Berkeley en 1982, il enseigne bénévolement l'anglais au Maroc, pour l'agence Corps de la Paix de 1983 à 1985.
En 1991, il rejoint le service extérieur des États-Unis, où il effectue différentes missions dans les villes de Jérusalem, Damas, du Caire et de Riyad. De 2007 à 2009, il est adjoint au chef de la mission diplomatique américaine en Libye, puis de mars à novembre 2011, il est représentant spécial auprès du Conseil national de transition (CNT), pendant la guerre civile libyenne. En mai 2012, Christopher Stevens devient le 10e ambassadeur des États-Unis en Libye (en), succédant à Gene Cretz (en) qui a quitté ses fonctions 18 mois plus tôt. Il remet ses lettres de créances le 7 juin suivant. 
Le 11 septembre 2012, il meurt par asphyxie avec un autre diplomate et deux agents du service de sécurité du département d'État lors d'une attaque contre le consulat américain de Benghazi, .
Selon la presse, c'est le film L'Innocence des musulmans qui est à l'origine de l'attentat contre le consulat américain, mais les autorités considèrent qu'il s'agit d'une attaque planifiée. Certains pensent à une réplique faisant suite à la mort de Abu Yahya al-Libi, no 2 d'Al-Qaïda, ce qui est confirmé par une revendication de celle-ci.
Le groupe salafiste Ansar al-Charia, basé à Benghazi, est également accusé par les États-Unis et les nouvelles autorités libyennes de l'attaque. Cette milice est expulsée de la ville le 21 septembre à la suite d'une manifestation réunissant 30 000 personnes, qui protestaient contre les milices armées et demandaient justice pour l'ambassadeur. Les manifestants s'en prennent ensuite aux quartiers-généraux de quatre brigades islamistes, et obtiennent leur départ à la suite de violences ayant fait onze morts et 70 blessés. Le 23 septembre, le président du Congrès général national Mohamed Youssef el-Megaryef annonce la dissolution de toutes les milices non contrôlées par l’État sous 48 heures.

## Cinéma
- 13 Hours: The Secret Soldiers of Benghazi, dans ce film réalisé par Michael Bay en 2016, son rôle est tenu par Matt Letscher.